# Cisterna di Aspare

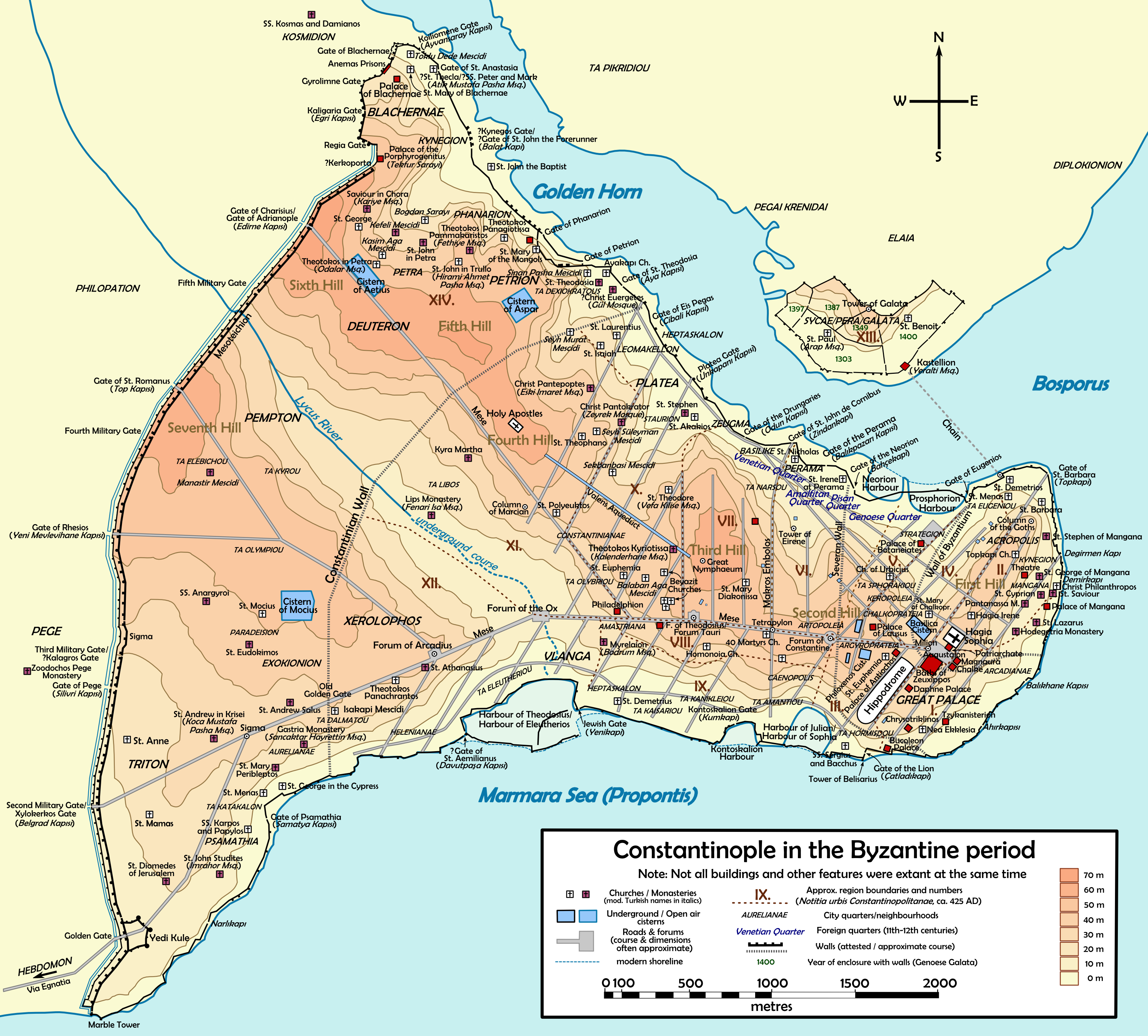
Mappa di Costantinopoli bizantina. La cisterna di Aspare si trova nella parte settentrionale della città, sul versante orientale della quinta collina.

La cisterna di Aspare (in greco ἡ τοῦ Ἂσπαρος κινστέρνη?) o Cisterna grande (in greco μεγίστη κινστέρνη?), conosciuta in turco come Sultan Selim Çukurbostanı ("giardino sommerso del Sultano Selim"), era un serbatoio d'acqua all'aperto bizantino nella città di Costantinopoli.

## Posizione
La cisterna si trova a Istanbul, nel distretto di Fatih (la città murata), nella parte più elevata del quartiere di Fener, nel mahalle che dall'edificio prende il nome di Çukurbostan, vicino alla Moschea di Yavuz Selim, tra Sultan Selim Caddesi e Yavuz Selim Caddesi. Si trova sul versante orientale della quinta collina di Istanbul, e domina il Corno d'Oro.

## Storia

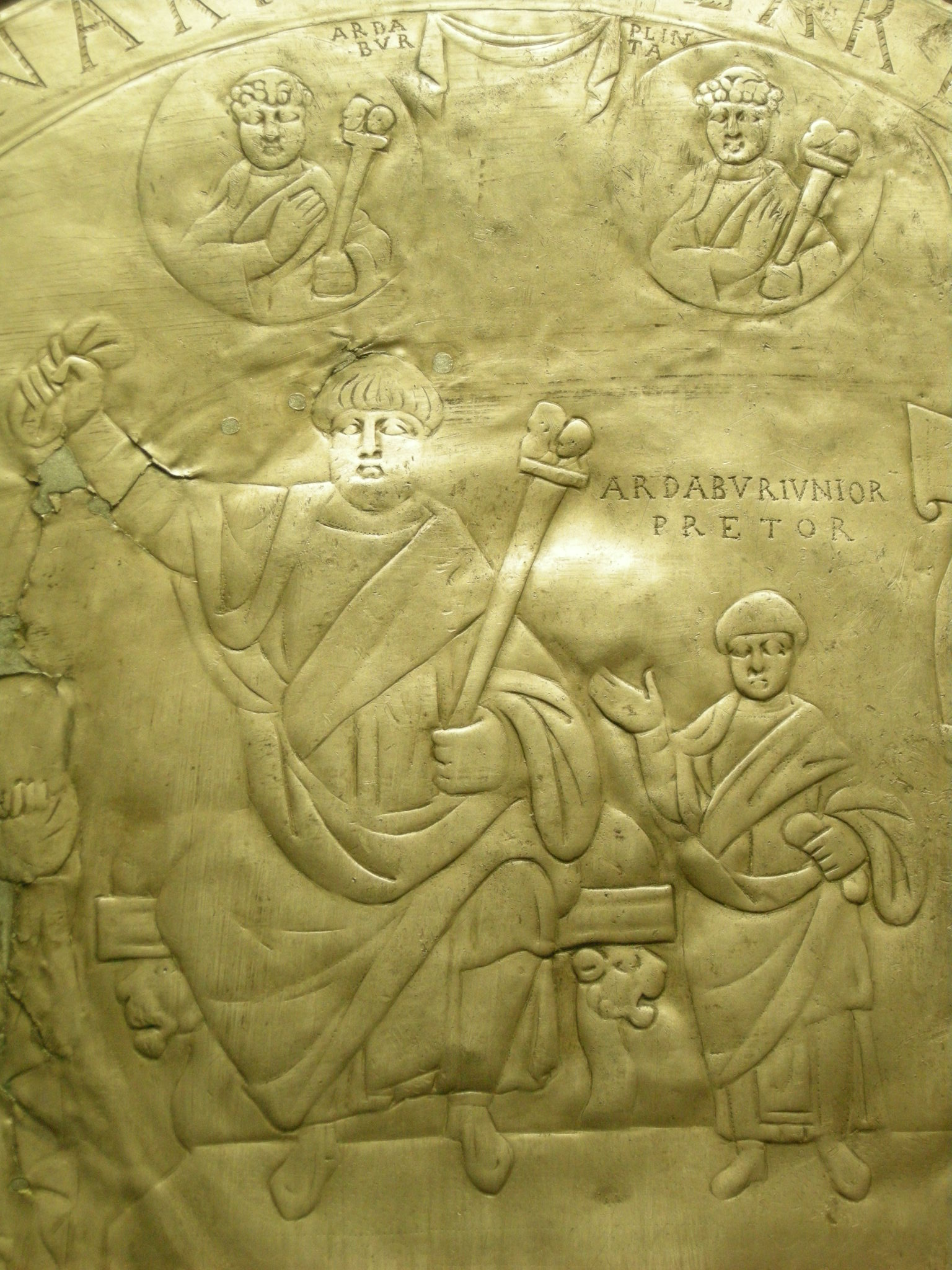
Aspar e il suo figlio maggiore Ardaburio, raffigurati nel "Missorium di Aspar" (434 circa)

La costruzione di questa cisterna, che si trovava nella quattordicesima regione di Costantinopoli, nella zona chiamata dai bizantini Petrion, fu iniziata nel 459, sotto l'imperatore Marciano (450-457), da Ardaburio Aspare, un generale alano-goto al servizio dell'impero, e dai suoi figli Ardaburio e Giulio Patrizio, durante il consolato di Ricimero e Giulio Patrizio. Secondo il Chronicon paschale del VII secolo, la struttura si trovava "vicino all'antico muro della città", cioè vicino al Muro di Costantino. Gli autori più antichi per lungo tempo non sono stati in grado di confermare la sua posizione, che è stata attribuita a molte delle cisterne della città, vale a dire quelle di Bonus, di Arcadio o del Petrion: solo in tempi recenti la sua identificazione è diventata certa.
Dopo la caduta di Costantinopoli nel 1453, il viaggiatore francese Pierre Gilles osservò che intorno al 1540 il serbatoio era vuoto, ma il suo utilizzo come riserva avrebbe potuto cessare già nel tardo periodo bizantino; da allora fu conosciuto sotto il nome di Xerokepion (in greco antico: Ξηροκήπιον?, Giardino secco). Secondo una leggenda, la cisterna era direttamente collegata ad Hagia Sophia, che si trova a circa tre chilometri a sud-est, attraverso un passaggio situato verso la metà del lato sud-orientale e chiuso intorno alla metà del XIX secolo. Durante il regno del sultano Solimano I (1520-1566), una piccola moschea fu costruita all'interno del bacino idrico. Durante il periodo ottomano, come tradisce il suo nome turco Çukurbostan ("giardino cavo"), la struttura era utilizzata come orto; successivamente ha ospitato un piccolo villaggio, circondato da frutteti e giardini.
A partire dal 2004, il villaggio, ad eccezione della sua moschea, fu demolito per consentire la costruzione di un parcheggio. Il sito è ora utilizzato da un parco e da campi sportivi. È stato usato per un po' come "Parco dell'Educazione" (turco: Eğitim parkı) di Fatih, ma questo uso è cessato.

## Il problema dell'identificazione
Come per le altre cisterne della città, l'identificazione della cisterna di Aspare avvenne solo verso la metà del XX secolo. È noto dalle fonti bizantine che la riserva d'acqua si trovava vicino al palazzo di Manuel, i monasteri di Kaiouma, del Chrysobalanton, di Manuel, della Theotokos "tá Koronės" (greco: τὰ Κορὼνης) e del monastero di Santa Teodosia. C'erano due elementi cruciali che portarono all'identificazione della struttura: la sua costruzione vicino al muro di Costantino e la sua descrizione come "grande" (in greco antico: μεγίστη?). Il serbatoio è stato successivamente identificato con: una cisterna situata vicino alla Moschea Bodrum; la cisterna a volta situata a sud-est del Çukurbostan della Porta di Adrianopoli delle mura di Teodosio e conosciuta come Zina Yokusu Bodrumi; la cisterna vicino al Sivasli Dede Mescid, situata a sud-est della moschea Yavuz Selim; il Çukurbostan della Porta di Carisio, (in seguito certamente identificato con la Cisterna di Ezio). I primi due serbatoi possono essere esclusi poiché sono troppo lontani dal muro di Costantino: inoltre, il secondo è piccolo. La terza cisterna ha grandi dimensioni, ma si trova anche troppo lontano dal muro antico, mentre la quarta, anche se situata vicino al muro, è anch'essa troppo piccola. L'unico serbatoio che soddisfa entrambi i requisiti, di grandi dimensioni e con una posizione vicino al vecchio muro, è quello conosciuto a Istanbul come Yavuz Selim Çukurbostanı per la sua vicinanza alla Moschea di Yavuz Selim; questo portò alla sua identificazione con la cisterna di Aspare verso la metà del XX secolo.

## Descrizione

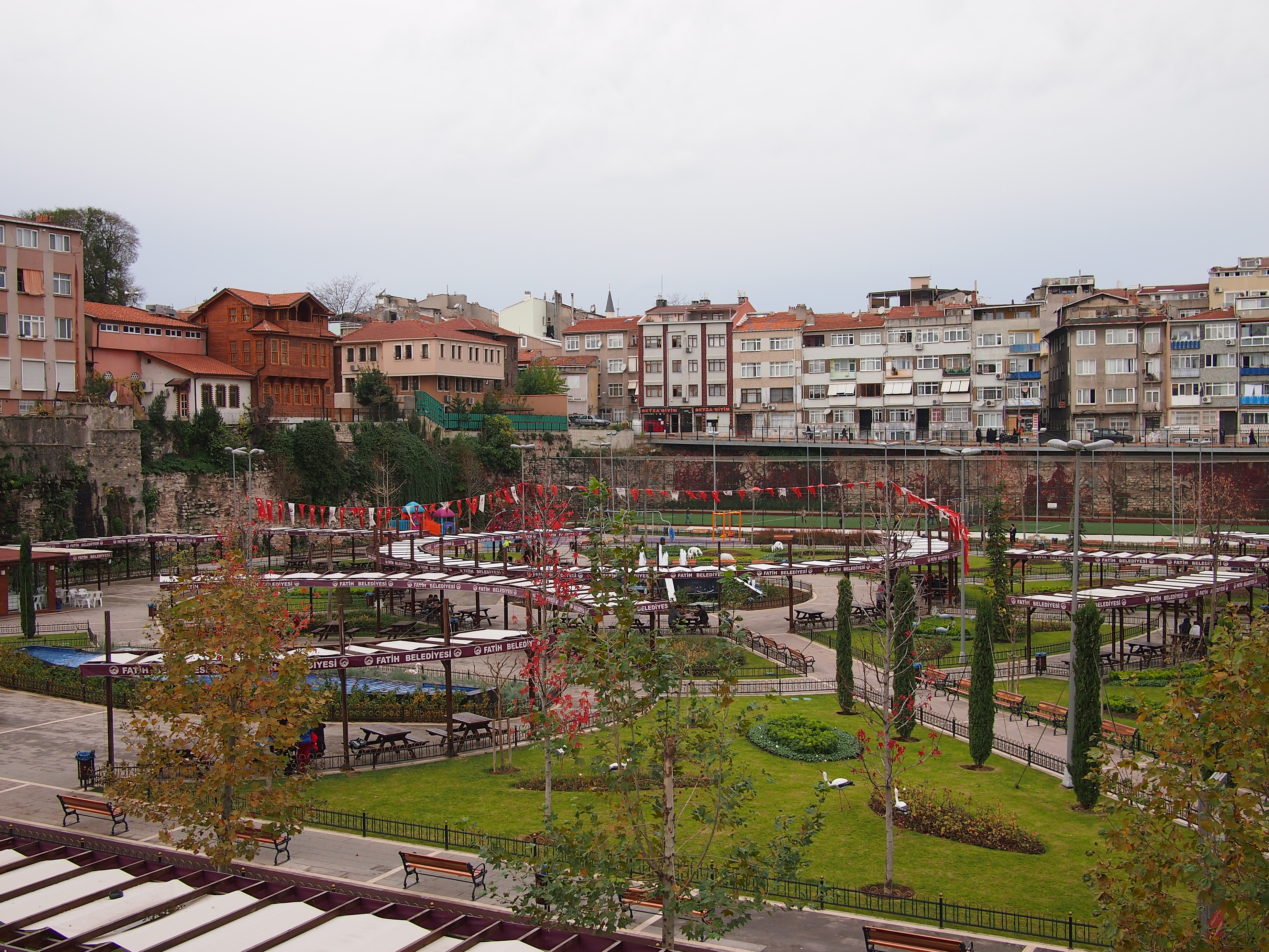
La cisterna di Aspare nel 2013

La cisterna ha una pianta quadrata con un lato lungo 152 metri, e copre un'area di 23.100 metri quadrati: la sua profondità media è tra 10 metri e 11 metri. Potrebbe contenere circa 0,230-0,250 milioni di metri cubi d'acqua. Le sue mura, di 5,20 metri di spessore e parzialmente ancora in situ, sono state costruite usando la tecnica di costruzione romana denominata opus listatum, alternando cinque file di mattoni e cinque file di pietra, un modello elegante simile a quello utilizzato anche dalla cisterna di Ezio. Sulle pareti interne sono visibili resti di archi, un fatto che ha portato alcuni ad ipotizzare che la cisterna potrebbe essere stata coperta. Un altro serbatoio bizantino, la Cisterna di Pulcheria, si trova vicino all'angolo sud-est della cisterna di Aspare.